# Operation Blackcock
1944: Overlord · Dragoon · Mons · Market Garden · Scheldemündung · Aachen · Hürtgenwald · Queen · Elsass-Lothringen · Ardennen
1945: Nordwind · Bodenplatte · Blackcock · Colmar · Veritable · Grenade · Blockbuster · Lumberjack · Undertone · Plunder · Flashpoint · Aschaffenburg · Würzburg · Ruhrkessel · Friesoythe · Nürnberg
Operation Blackcock war der Codename für die Eroberung des Rur-Dreiecks (‚Roer Triangle‘) etwa zwischen den Städten Roermond, Sittard und Heinsberg vom 14. bis 26. Januar 1945.
Ziel der britischen 2. Armee war es, die deutsche 15. Armee hinter die Rur und ihren Nebenfluss Wurm zurückzudrängen und die Front weiter in Richtung Rhein voranzutreiben.
Die Operation wurde von drei Divisionen ausgeführt, die unter dem Kommando des britischen XII. Korps standen:
- 7th Armoured Division (bekannter als „Desert Rats“),
- 52nd (Lowland) Infantry Division und
- 43rd (Wessex) Infantry Division („Wessex Wyverns“).

Die Operation Blackcock – benannt nach dem männlichen schottischen Moorhuhn – ist relativ unbekannt, obwohl es viele Tote auf beiden Seiten gab: Um viele Dörfer und Weiler im Rur-Dreieck wurde erbittert gekämpft, und dies in einem besonders harten Winter.

## Ausgangslage
Gegen Ende 1944 hatte sich die Frontlinie in der niederländischen Provinz Limburg entlang einiger natürlicher Barrieren stabilisiert.
Die bei weitem am schwierigsten zu überwindende Barriere war die Maas. Nach deren Überwindung kam als nächstes Hindernis die Wurm, ein von Süden (bei Aachen) nach Norden fließender Nebenfluss der Rur, der nördlich von Heinsberg in die Rur mündet. Die Rur ist ein Nebenfluss rechts der Maas, entspringt in der Eifel und fließt durch Heinsberg Richtung Roermond, wo sie in die Maas mündet.
Heinsberg war der nördlichste Punkt des von der NS-Propaganda oft beschworenen Westwalls (bei den Alliierten auch unter dem Namen 'Siegfried-Linie' bekannt und nicht mit der Siegfriedstellung am Ende des Ersten Weltkrieges zu verwechseln), der dort am Ufer der Rur verlief. Süd-Limburg war von den Alliierten schon im September 1944 befreit worden; das Gelände entlang der Linie Sittard-Geilenkirchen war noch in deutscher Hand. Die Deutschen hatten ab Herbst 1944 die Maas-Rur-Stellung gebaut; diese verlief zwischen Heinsberg im Süden und Venlo im Norden.
Aus alliierter Sicht gab es ein dreieckiges Gebiet, das in die Front hineinragte (Geilenkirchen salient). Im Rahmen der am 10. November 1944 begonnenen Operation Clipper eroberten britische Truppen am 19. November Geilenkirchen. Dann kam die Offensive zum Stehen; das schon am 16. November 1944 mit 2.223 Bomben (Gesamtgewicht 1.019 Tonnen) weitgehend zerstörte Heinsberg wurde erst am 24. Januar 1945 erobert.
Hier verlief die Front am Saeffeler Bach, einem kleinen Flüsschen, der sich als erhebliches Hindernis erwies.
Wegen der Mitte Dezember 1944 von der Wehrmacht im Frontbereich der 1. US-Armee begonnenen Ardennenoffensive – und dem am 31. Dezember 1944 begonnenen Unternehmen Nordwind – mussten die Alliierten an anderen Stellen Ressourcen abziehen, um diese zu stoppen. Deshalb hatte das XII. Korps der britischen 2. Armee von der U.S. Army die Aufgabe übernommen, die Frontlinie nördlich von Sittard zu bewachen. Die Front an der Maas wurde vom britischen VIII Corps gebildet.
Dem britischen XII. Korps gegenüber stand das deutsche XII. SS-Armeekorps unter Günther Blumentritt, der zwischen Geilenkirchen und Roermond zwei Infanterie-Divisionen (176. Infanterie-Division und 183. Volksgrenadier-Division) hatte. In der Gegend von Roermond wurden diese Divisionen vom Fallschirmjäger-Regiment Hübner verstärkt.

## Schlachtplan
Die Grobplanung zur Eroberung des Rur-Dreiecks orientierte sich entlang drei Achsen:
- Die linke Achse, gebildet von der 7. Panzerdivision (7th Armoured Division), zielte darauf, die Brücke über die Rur in Sint Odiliënberg zu erobern. Für die 7. Panzerdivision begann die Operation Blackcock damit, dass sie einige Flüsschen südlich von Susteren überbrückte.
- Die mittlere Achse – 52. Lowland Division – zielte darauf, Heinsberg einzunehmen. Zu diesem Zweck schlug man eine Bresche in die deutschen Verteidigungslinien bei Höngen, um die Straße von Sittard nach Heinsberg für den Vormarsch nutzen zu können.
- Die rechte Achse – 43. Division (Wessex) – zielte darauf, die Gegend südöstlich von Dremmen zu erobern. Sie sollte die Bresche nutzen, die die Lowland Division schlagen sollte.

## Hübners Verteidigung von Sint Joost
Die Schlacht um das niederländische Dorf Sint Joost war ein Wendepunkt der Operation.
Nach vier Gefechtstagen war den Deutschen sehr wohl bewusst, dass sich der Vormarschplan der Panzerdivision sehr auf die Benutzung von Straßen stützte, vor allem wegen der widrigen winterlichen Bedingungen.
Sint Joost lag an der Vormarschroute der 7. Panzerdivision auf ihrem Weg Richtung Montfort.
Am 20. Januar begannen bei kaltem und nebligem Wetter Infanterie- und Kavallerie-Einheiten der 'Desert Rats' einen ersten Angriff auf die vermuteten zwei deutschen Kompanien des 2. Bataillons des Fallschirmjäger-Regiments Hübner in Sint Joost. Letztlich brauchten sie vier Angriffswellen, um das Dorf zu erobern; die letzte fand am 21. Januar (einem Sonntag) statt.
Insgesamt wurden 60 Fallschirmjäger gefangen genommen. Die 9th Durham Light Infantry hatte in Sint Joost 33 Ausfälle zu verzeichnen, wovon acht Mann gefallen waren; die 1st Rifle Brigade 34 (drei Gefallene).
Über 100 deutsche Soldaten fielen, die meisten von ihnen beim Häuserkampf.
Die überlebenden deutschen Soldaten wagten sich nur im Schutz von Zivilisten aus den Kellern, weil sie fürchteten, von den Siegern erschossen zu werden. Hübner hatte durch Tod oder Gefangennahme fast zwei Kompanien verloren.

## Montfort
Zwischen dem Abend des 19. Januar und dem 23. Januar wurde das niederländische Dorf Montfort siebenmal beschossen oder bombardiert und dabei von über 100 Bomben getroffen. Die meisten dieser Geschosse fielen ins Zentrum. Fast alle der 250 Häuser wurden beschädigt. In einigen völlig zerstörten Häusern kamen ganze Familien um.
Während dieser 'bombing raids' gingen die Deutschen zusammen mit den Zivilisten in Kellern in Deckung oder suchten Schutz in bewaldetem Gelände.
Das 143rd Wing der Royal Canadian Air Force verlor während der Operation Blackcock sechs Flugzeuge; zwei davon stürzten in Montfort ab.
Als Montfort schließlich am 24. Januar befreit wurde, standen die überlebenden Einwohner unter schwerem Schock. 186 von ihnen starben bei dem Angriff, die meisten von ihnen durch den Einsturz der Bauten, in denen sie sich aufhielten.

## Verluste
Die Alliierten erreichten in der Operation Blackcock alle ihre Ziele. Die deutschen Divisionen wurden zurückgetrieben – mit Ausnahme eines Gebietes direkt südlich von Roermond, wo noch deutsche Fallschirmjäger kämpften.
Die 52. Lowland Division hatte die härtesten Kämpfe: Ihre Ausfälle betrugen 752 Soldaten, davon waren 101 „killed in action“ (Gefallene).
Zudem erkrankten 258 von ihnen an der Front; die meisten von ihnen an Krankheiten, die die extreme Kälte und die widrigen Wetterbedingungen verursacht hatten. Die 7. Panzerdivision hatte über 400 Ausfälle.
Die 'Desert Rats' verloren nur 20 Panzer durch Abschuss. Weitere 23 Panzer blieben wegen technischer Probleme liegen. Zehn der abgeschossenen waren Totalschäden; die übrigen Panzer konnten repariert werden.
Die deutschen Verluste sind nicht genau bekannt; die Zahl der Gefangenen überstieg 2000 Mann. Während Operation Blackcock nahmen die Desert Rats 490 Gefangene, darunter sechs Offiziere. Die Lowland Division nahm über 1200 Gefangene, die Wessex Division etwa 400.

## Nachfolgende Aktionen
Nach dem Abschluss der Operation konnten die Alliierten beginnen, die Besetzung des Rheinlandes zu planen.
Die 1. Kanadische Armee begann Operation Veritable am 8. Februar 1945; diese zielte darauf, die deutschen Verteidigungslinien im Reichswald bei Kleve (etwa 60 km nördlich des Rur-Dreiecks) zu durchbrechen. Dies erwies sich als schwieriger als gedacht; die Schlacht im Reichswald dauerte über zwei Wochen. Auch die Operation Blockbuster um Uedem forderte viele Verletzte und Tote.
Die Operation Grenade der 9. US-Armee startete am 23. Februar 1945: General William Hood Simpsons Armee überquerte die Rur am frühen Morgen. Zwölf Stunden später hatte Simpson 16 Bataillone auf dem Ostufer, zudem sieben schwere Brücken und einige leichte Angriffsbrücken. Seine Armee hatte nur leichte Verluste und nahm an diesem Tag 700 Gefangene.
Das XVI. US-Korps bildete eine Task Force, die nach Norden Richtung Venlo zog, um sich mit den britischen Truppen dort zu vereinigen.
Am 1. März wurde Roermond von der Recce Troop (Aufklärungseinheit) der amerikanischen 35th Infantry Division („Santa Fe Division“) ohne einen einzigen Schuss besetzt.
Die Deutschen befürchteten seit dem Geländeverlust durch die Operation Blackcock, dass ihr Frontabschnitt zwischen Heinsberg und Venlo, die seit Herbst 1944 provisorisch befestigte Maas-Rur-Stellung, beidseitig umfasst werden würde. Militärs konnten Hitler erst in den letzten Tagen des Februar davon überzeugen (bzw. dessen Genehmigung dazu erwirken), den Frontvorsprung kampflos zu räumen.